# Marlboro Township (New Jersey)
Marlboro Township ist ein Township in Monmouth County im US-Bundesstaat New Jersey. Das U.S. Census Bureau ermittelte bei der Volkszählung 2020 eine Einwohnerzahl von 41.502.

## Geschichte
Die Region von Marlboro wurde ab 1685 von Siedlern aus Schottland, England und den Niederlanden besiedelt. Das Marlboro Township wurde am 17. Februar 1848 aus Teilen des benachbarten Freehold Township gebildet. Der Name lautete zunächst „Marlborough“, später wurde die Schreibweise jedoch zu „Marlboro“ geändert. Das Township war ursprünglich dünn besiedelt und vor allem durch die Landwirtschaft geprägt. Erst nach dem Ende des Zweiten Weltkrieges kam es in der Region zu einem umfassenden Ausbau der Infrastruktur, wodurch das Marlboro Township einen starken Bevölkerungszuwachs verzeichnen konnte. Ab den 1970er-Jahren kamen zudem Familien aus dem nahegelegenen New York City nach Marlboro. Zwischen 1930 und 1980 hatte sich die Einwohnerzahl im Marlboro Township etwa verzehnfacht.

## Persönlichkeiten

### Söhne und Töchter
- Melissa Rauch (* 1980), Schauspielerin
- Alex DeJohn (* 1991), Fußballspieler
- Max Ehrich (* 1991), Schauspieler und Sänger

### Verbindung zum Marlboro Township
- Garret Hobart (1844–1899), Politiker, 24. Vizepräsident der USA, wuchs im Marlboro Twp. auf
- Elmer H. Geran (1875–1954), Jurist und Politiker, lebte zuletzt im Marlboro Twp.
- Samuel Lerer (1922–2016), Überlebender des Holocaust, lebte in Marlboro.
- Rick Dior (1947–1998), Tontechniker, lebte zuletzt in Marlboro.
- Paul Wesley (* 1982), Schauspieler, wuchs im Marlboro Twp. auf